# Neobizánci építészet

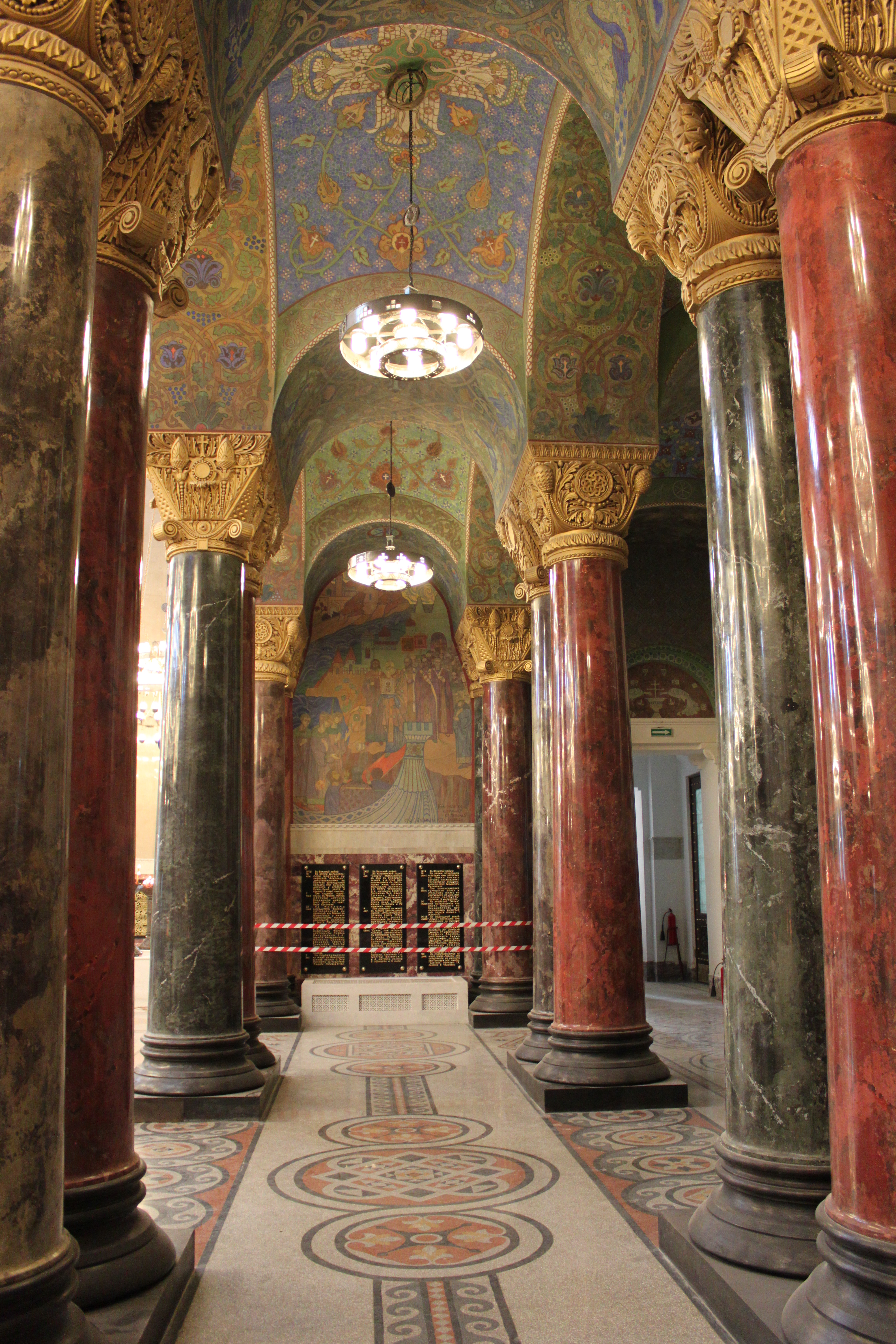
A kronstadti katedrális belseje

A neobizánci építészet a bizánci építészeten alapuló stílus a historizmus korszakában. A 19. században és 20. század elején volt jellemző. A két világháború közötti időben (1920-as, 1930-as évek) az újhistorizáló építészet keretén belül alkalmilag jelent meg a használata.
A stílus építészeti megújulási mozgalom volt, amelyet leggyakrabban vallási, részben pedig intézményi és nyilvános épületeknél alkalmaztak. Oroszországban és a Balkánon érte el legmagasabb fejlődését, mivel nemzeti státuszú volt, és az ortodox népek (pánszlávizmus eszméi) politikai, vallási és kulturális egységét szimbolizálta. Az 1840-es években jelent meg Nyugat-Európában, és a 19. század utolsó negyedében tetőzött az Orosz Birodalomban, majd később Bulgáriában és Jugoszláviában jelentkezett.
A stílus jellemzői az árkádok, a boltozat, a kupolák, a stukkó, a dekoráció. A belső teret több színű márvány és színes mozaikok díszítik. Nyugat-Európa országaiban a stílus román-bizánci változata terjedt el, amelyben a bizánci formákat a román stílus elemeivel kombinálták.

## Orosz Birodalom

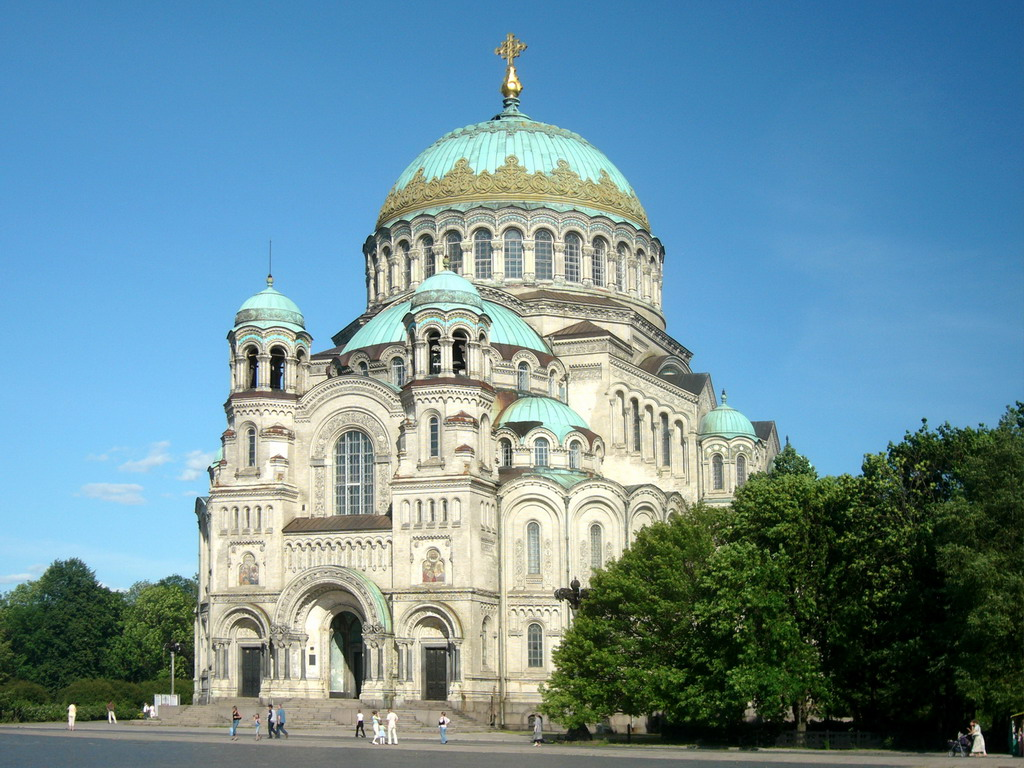
A kronstadti Nyikolszkij-székesegyház

A Szent Szofia-székesegyház (1782–1788) Szentpétervár melletti Carskoje Szelóban volt a legkorábbi kísérlet e stílusra. Az 1830-as években I. Miklós orosz cár támogatta a Konsztantin Thon (1794–1881) által tervezett, ún. orosz-bizánci stílusú templomokat.
Az igazi bizánci művészetet, amelyet Grigorij Gagarin (1810–1893) művész és David Grimm (1823–1898) építész népszerűsített, II. Sándor cár (ur.: 1855–1881) tette meg az ortodox egyház de facto hivatalos stílusaként. A bizánci építészet az ortodox terjeszkedés eszközévé vált a Birodalom határain kívül (Kongresszusi Lengyelország, Krím, Kaukázus). Sándor uralkodása alatt azonban anyagi problémák miatt kevés épület készült el.
A neobizánci katedrálisok a nyugati tartományokban (Lengyelország, Litvánia), a hadsereg kaukázusi és közép-ázsiai támaszpontjai, a kozák seregek és az uráli Perm régió városai körül összpontosultak. David Grimm és Vaszilij Koszjakov (1862–1921) építészek egy egyedülálló, nemzeti típusú, egykupolás bizánci katedrálist dolgoztak ki.
II. Miklós uralkodása (1894–1917) arra volt figyelemre méltó, hogy az építészek ettől a mintától visszafordultak a Hagia Szophia hagyatékhoz, amely csúcspontja a kronstadti Nyikolszkij-székesegyház és Poti székesegyháza lett. Vasbetont alkalmaztak, ami nagyon gyors építkezést tett lehetővé; a belső tereik egyértelműen a kortárs szecesszióba tartoznak, a külsejük azonban az egykori bizánci stílus követése.
A 19. század végén és a 20. század elején orosz bizánci stílusban hatalmas katedrálisok épültek, amelyek az Orosz Birodalom hatalmát jelképezték.
A stílusnak az 1917-es forradalom vetett véget, de az emigráns építészek folytatták azt Jugoszláviában és Harbinban.

## Balkán

### Szerbia
A két világháború közötti időszakban a neobizánci építészeti mozgalom a jugoszláv főváros, Belgrád reprezentatív épületeiben jelentkezett, I. Sándor király támogatásával.
Főbb építmények a Szent Száva-templom és a Szent Márk-templom.

### Bulgária
Bulgáriában a szófiai Alekszandr Nyevszkij-székesegyház vált a stílus legfontosabb építményévé. Az orosz neobizánci áramlatok hatására épült, hosszú ideig a Balkán-félsziget legnagyobb ortodox temploma volt.

## Magyarország
Magyarországon a stílus nem terjedt el. Példaként szokták említeni a Lajta Béla beadott (de nem nyert) tervét a Lipótvárosi zsinagóga pályázatán (1899).
Másik példa a jóval később, 1931-ben felépült Szent Cirill és Szent Metód bolgár pravoszláv templom (Budapest, Vágóhíd utca), ahol a bizánci stílus már modernizált formában jelenik meg.

## Példák
Példák a neobizánci stílusra:
ortodox templomok

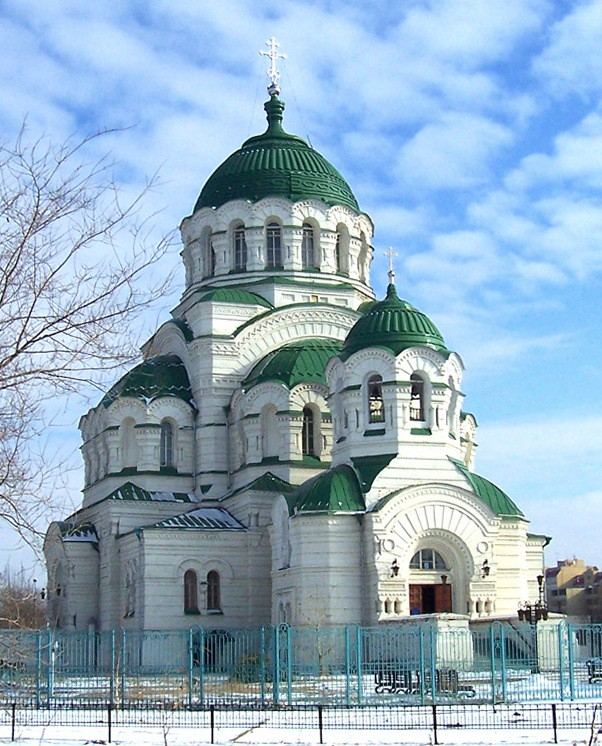
Asztraháni Szent Vlagyimir székesegyház

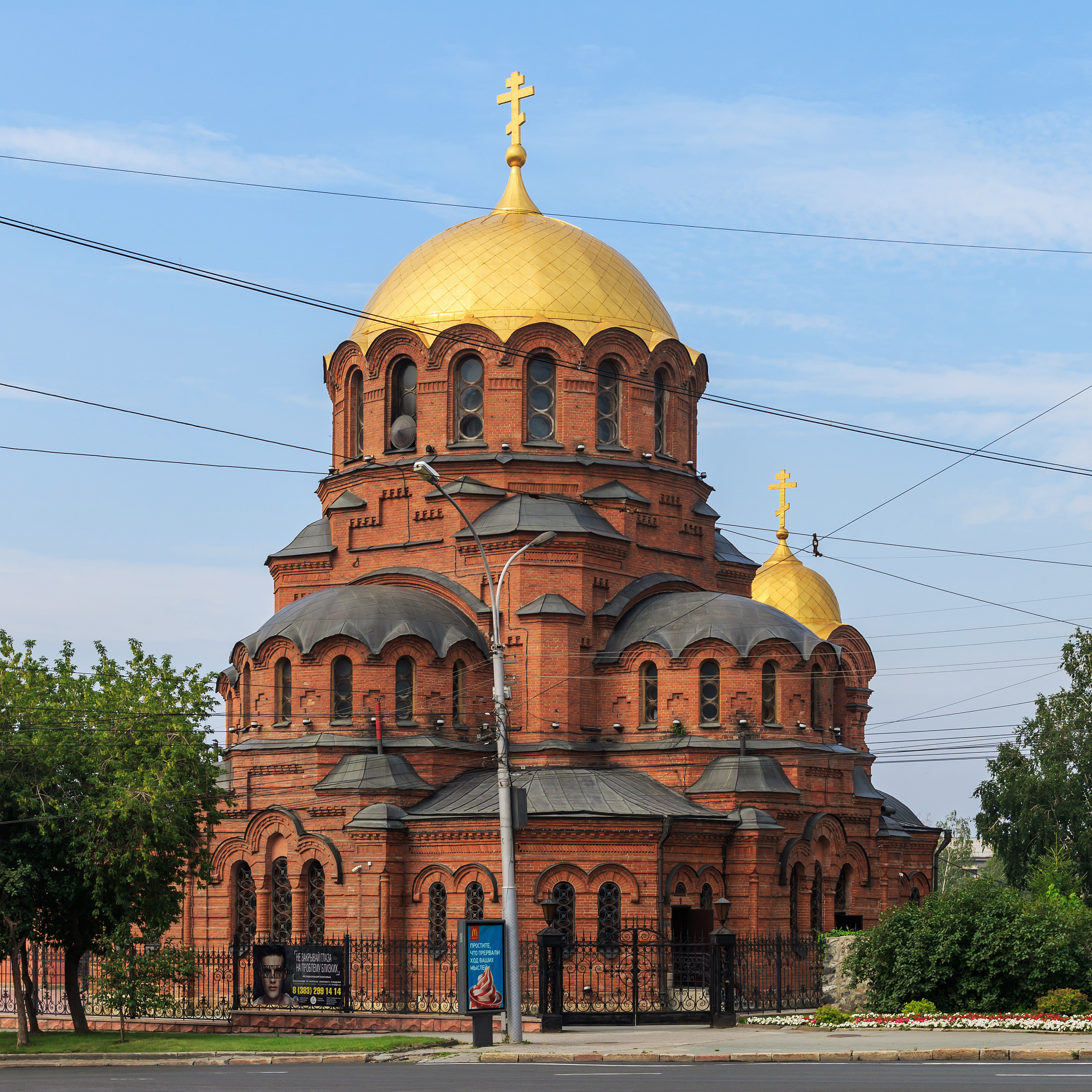
Alekszandr Nyevszkij-székesegyház Novoszibirszkben

- Az orosz egyházi misszió Szentháromság-székesegyháza Jeruzsálemben
- Szent András-székesegyház, Pátra
- Haditengerészeti Nyikolszkij-székesegyház Kronstadtban
- Szent Vlagyimir székesegyház Kherszonészoszban
- Szent Száva székesegyház Belgrádban
- Szent Márk templom Belgrádban
- Új Athosz kolostor Abháziában
- Alekszandr Nyevszkij-székesegyház Szófiában
- Alekszandr Nyevszkij-székesegyház Novoszibirszkben
- Rigában a Születés székesegyháza
- Vlagyimir-székesegyház Szevasztopolban
- Szt. Vlagyimir katedrális Kijevben
- Asztrahán Szent Vlagyimir székesegyháza

katolikus templomok
- Westminsteri katedrális (Westminster Cathedral) Londonban
- A párizsi Sacré Cœur-bazilika
- Szent Ágoston-templom Párizsban
- A marseille-i Notre Dame de la Garde-bazilika
- Szeplőtelen Fogantatás Bazilika Washington DC-ben

## Galéria

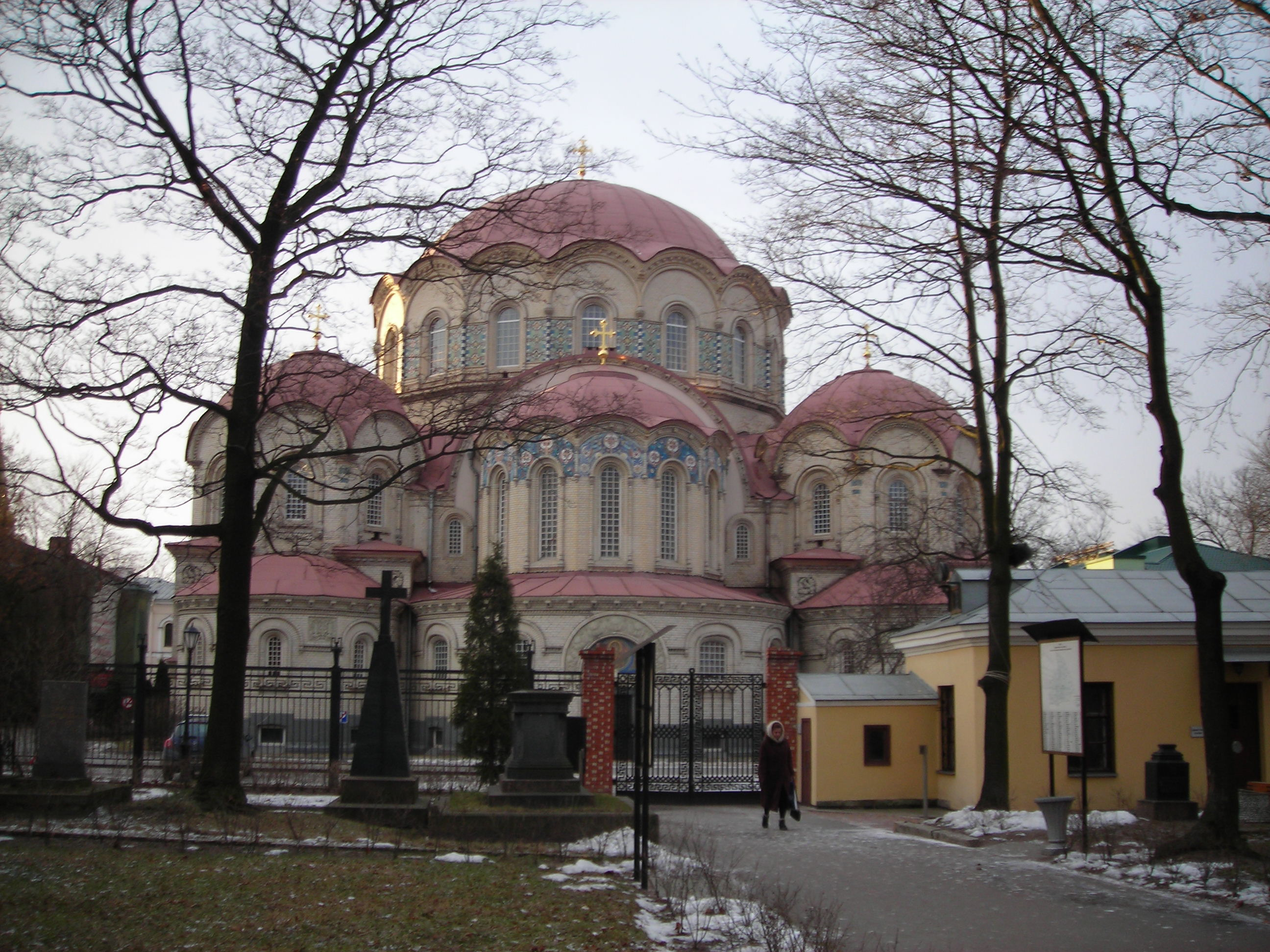
A kazanyi templom, a Novogyevicsi temető, Szentpétervár
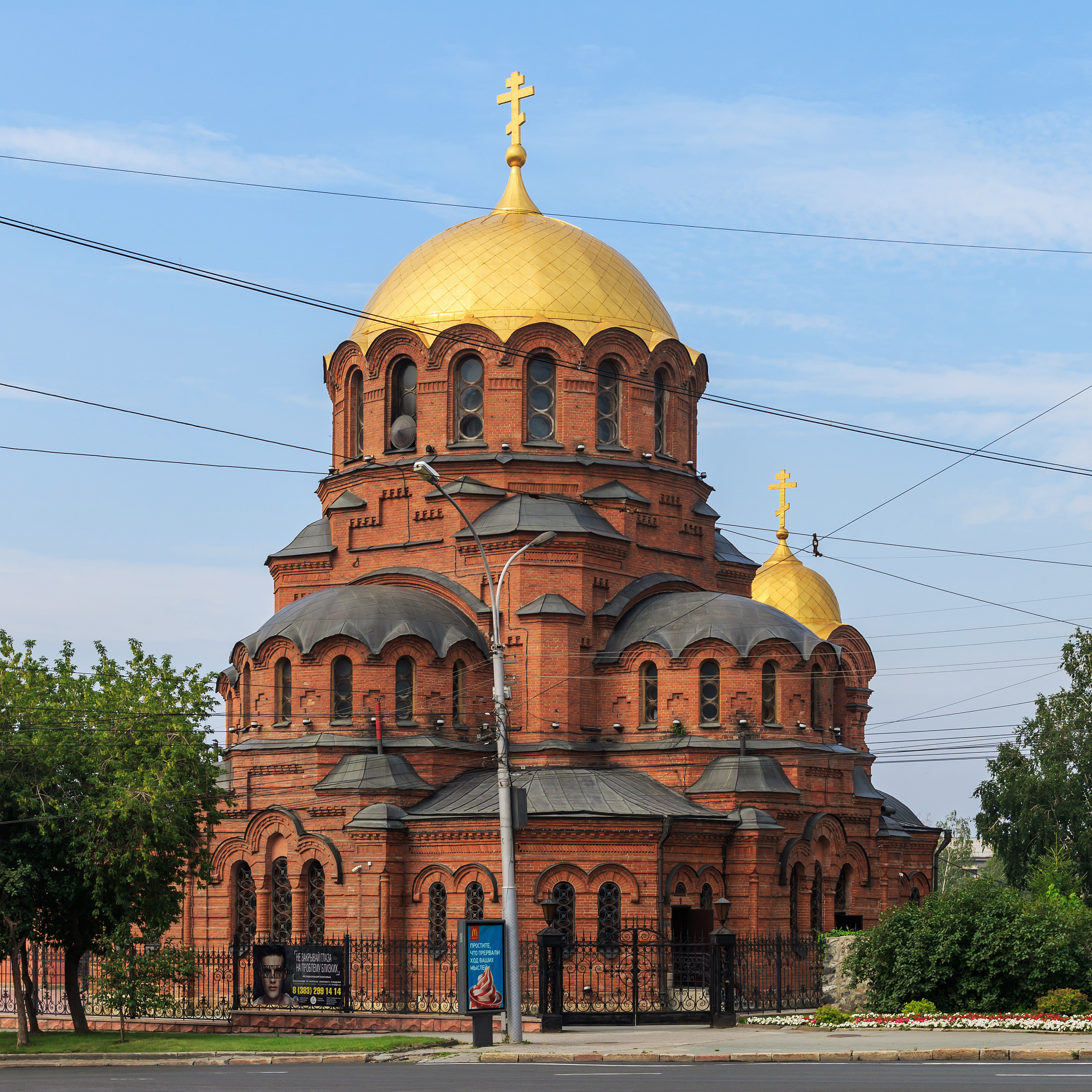
Alekszandr Nyevszkij-székesegyház, Novoszibirszk
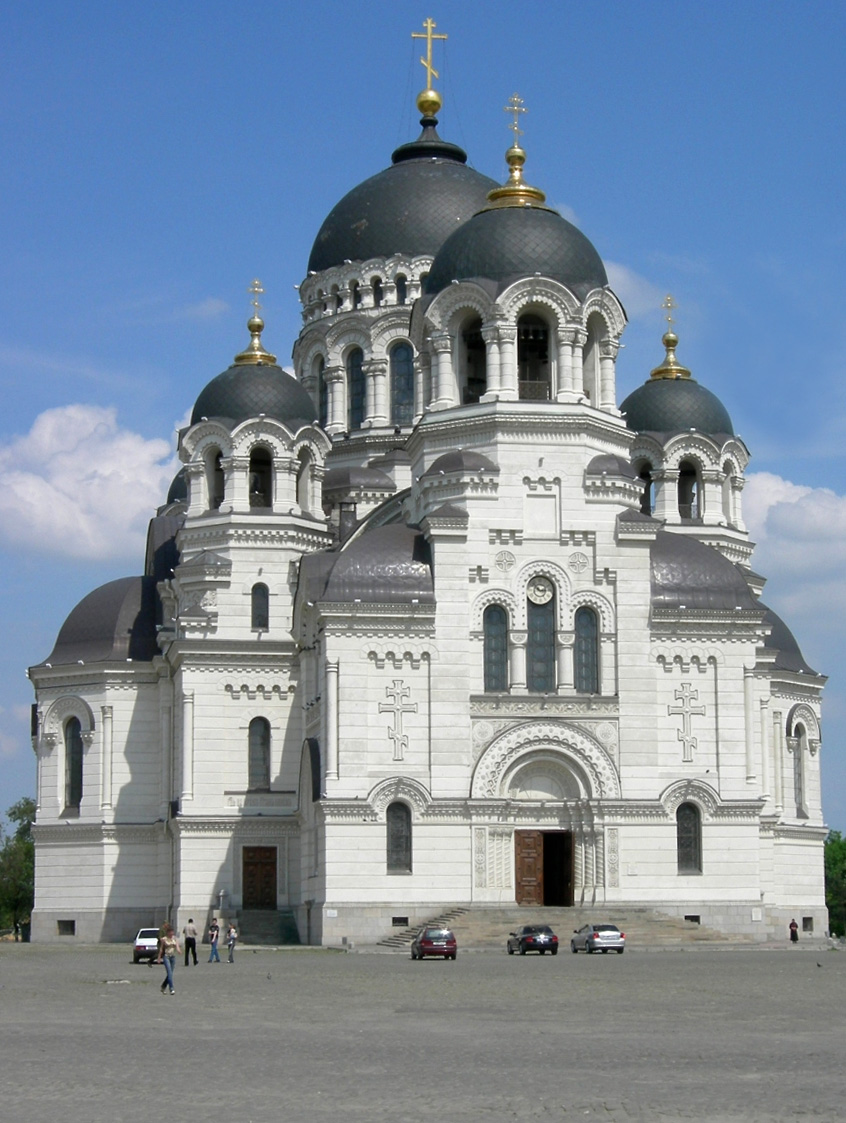
Novocserkaszkj székesegyház
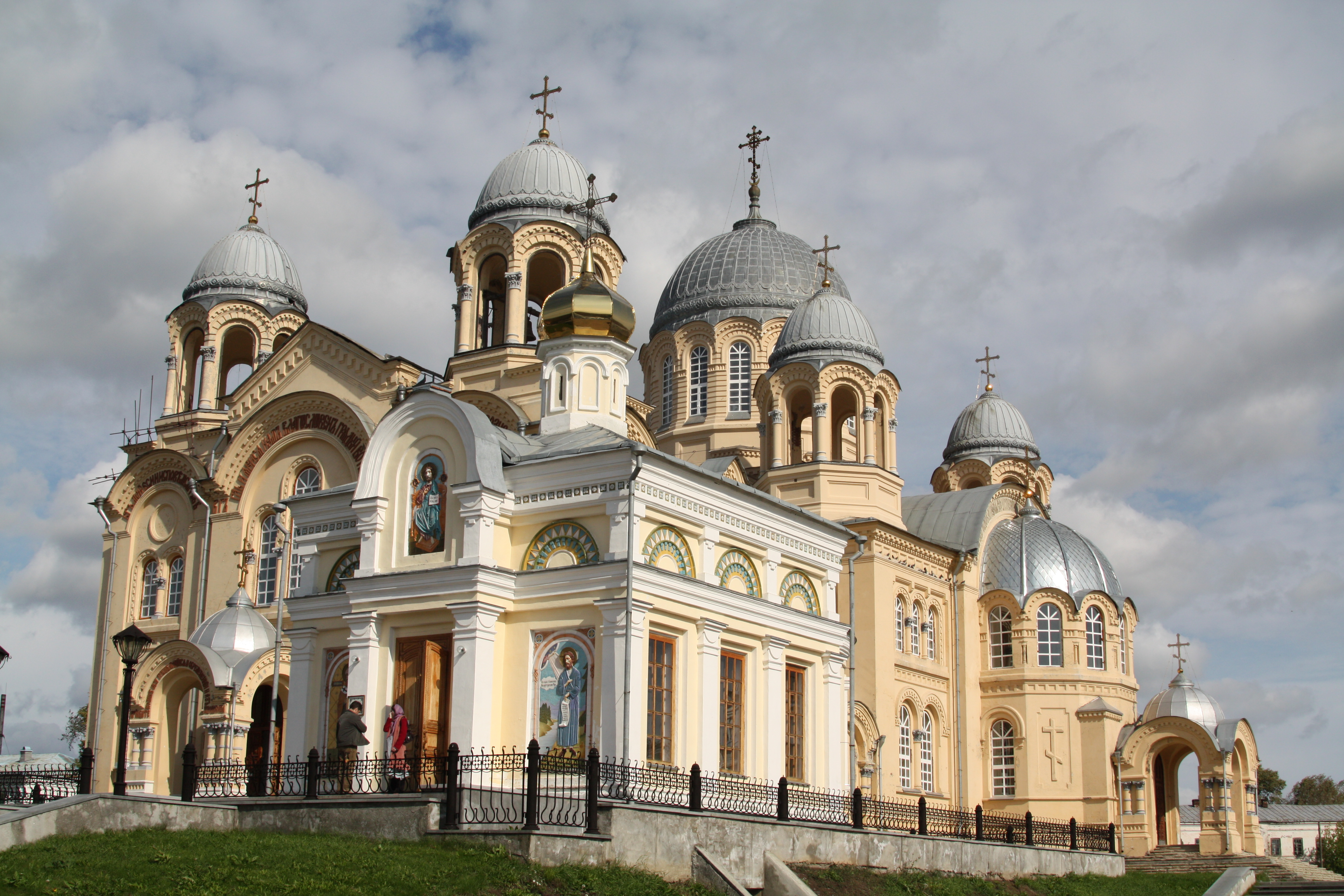
Szent Miklós kolostor, Verhoturje
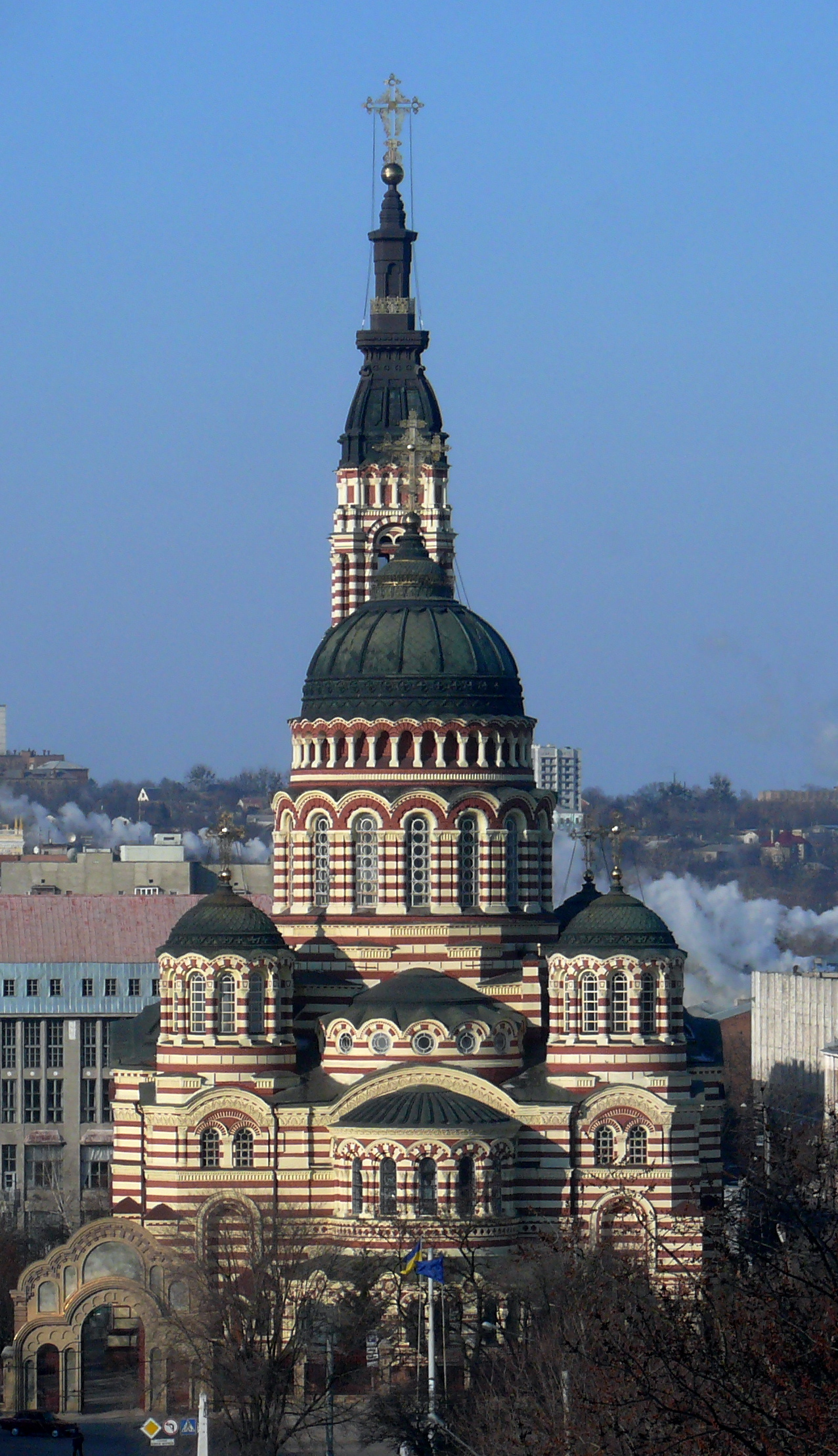
Angyali üdvözlet katedrális, Harkov
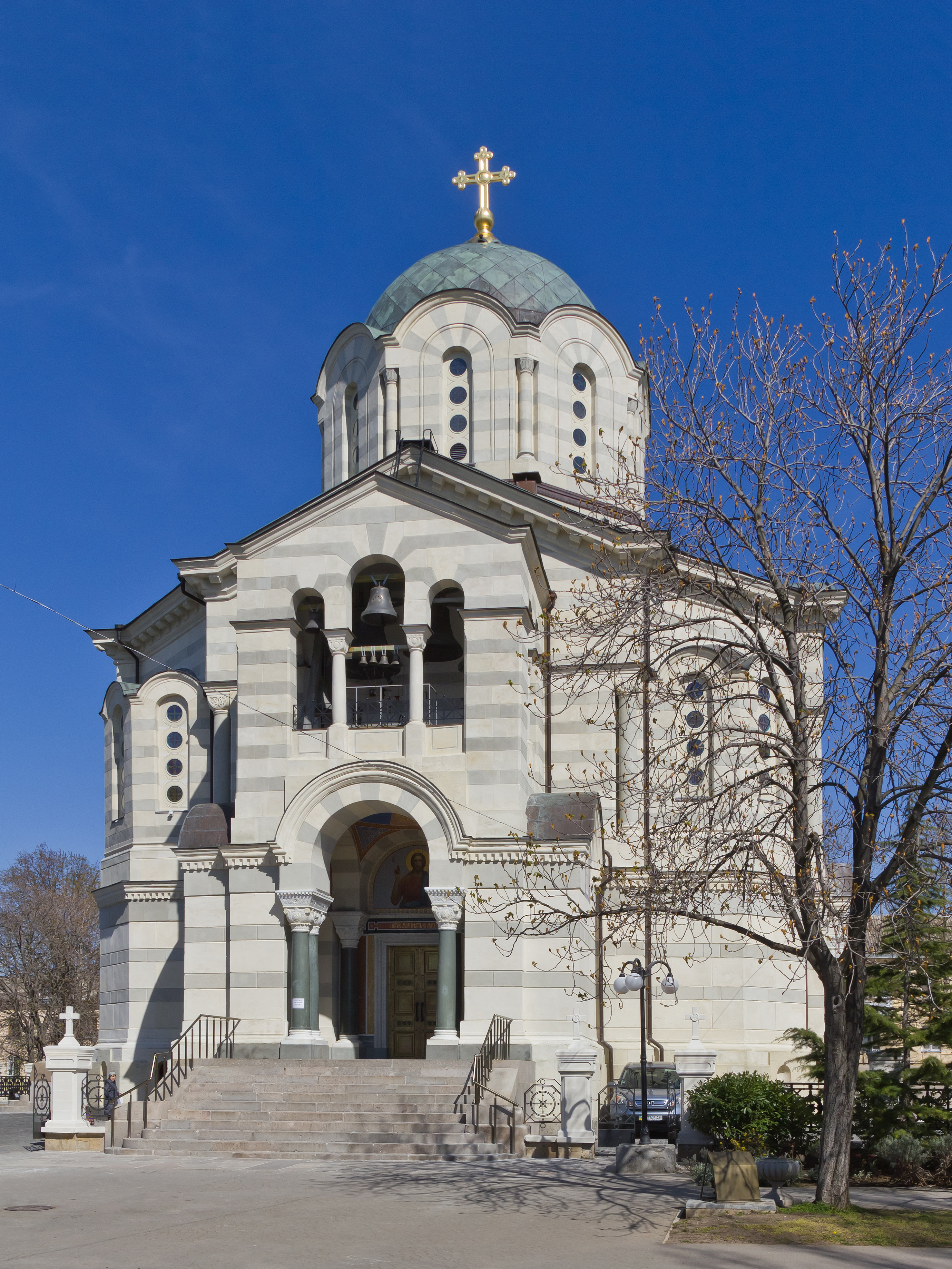
Szent Vlagyimir székesegyház, Szevasztopol
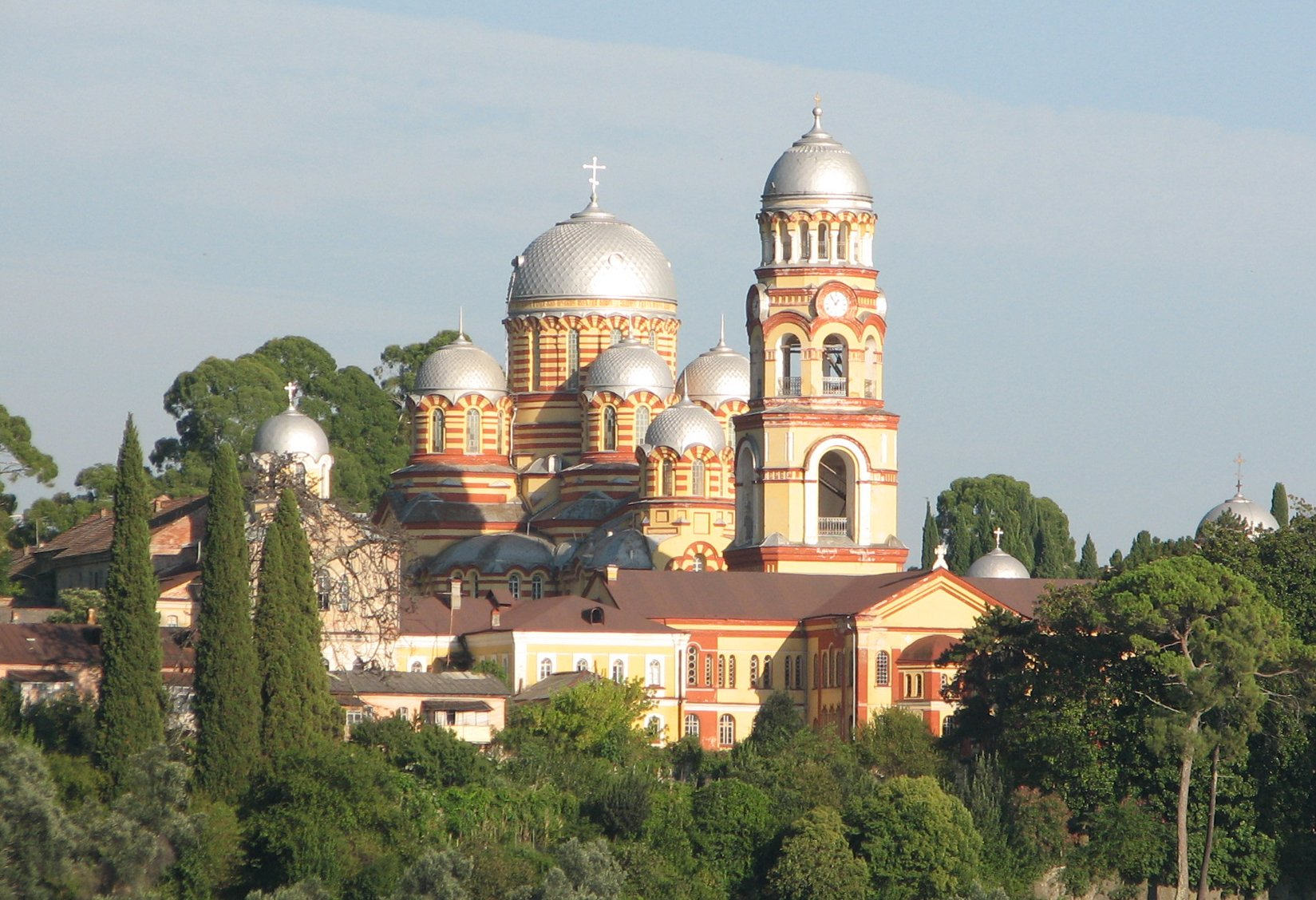
Új Athosz kolostor
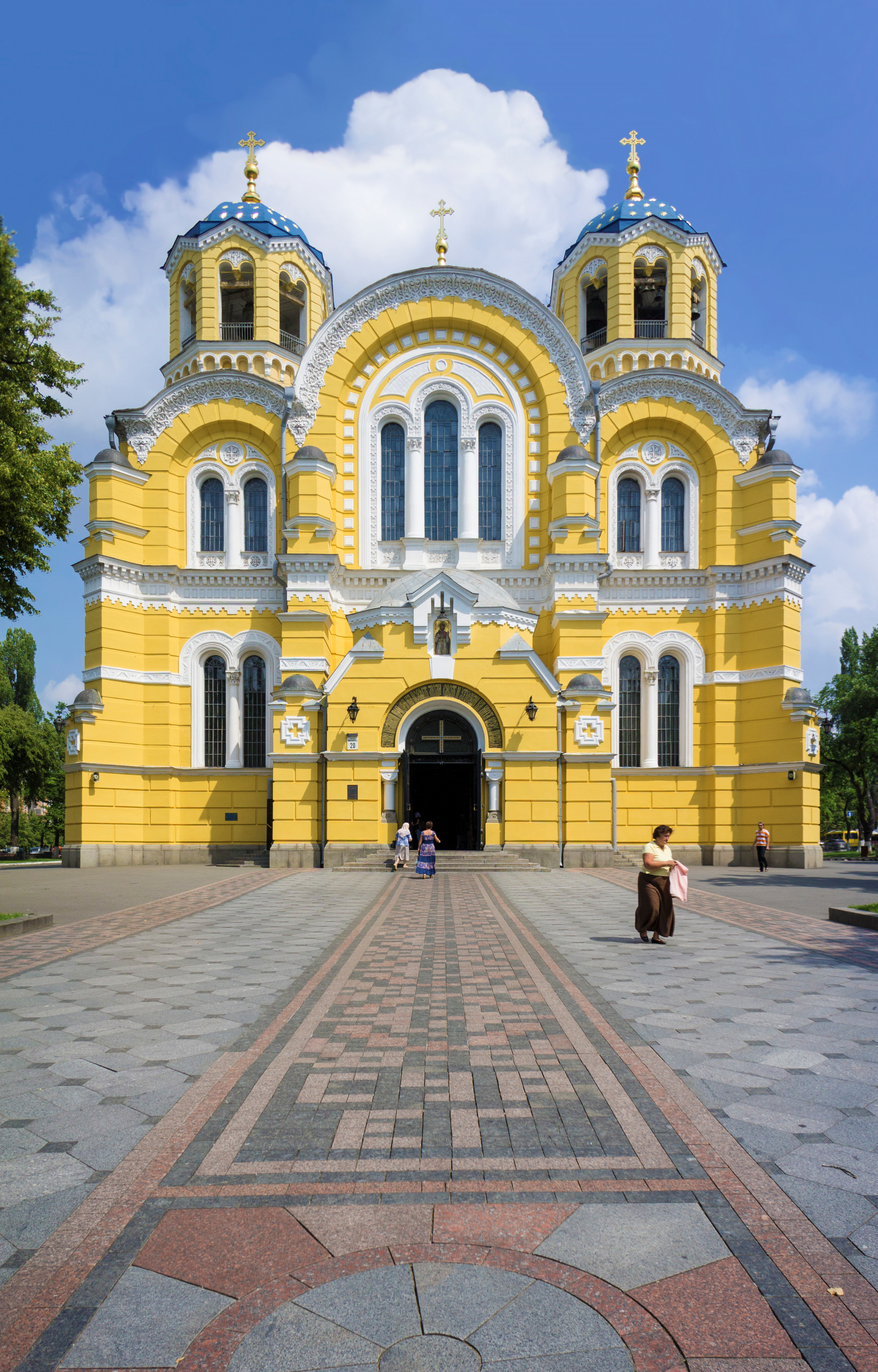
Szent Vologyimir-székesegyház, Kijev
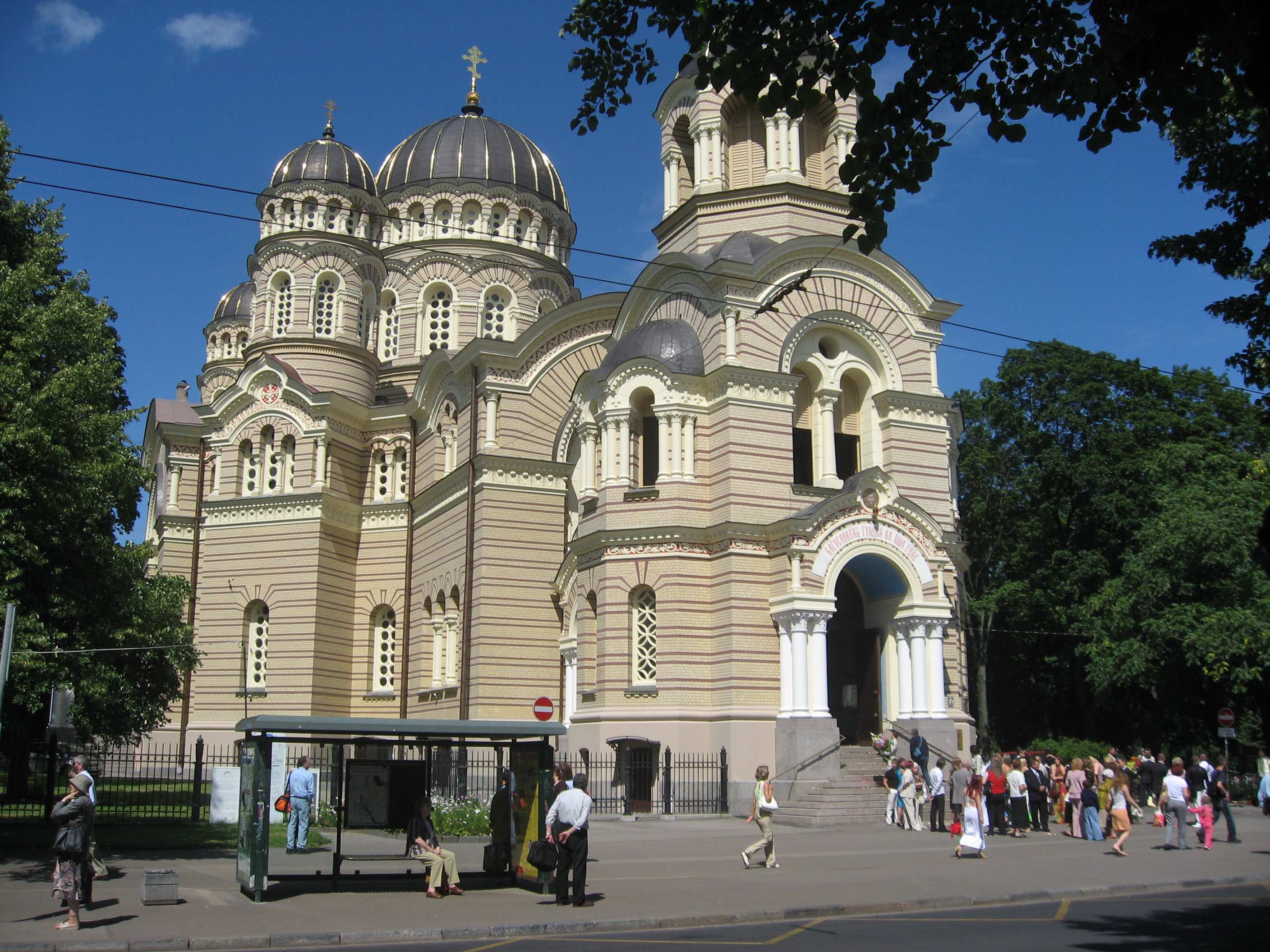
Születés székesegyháza, Riga
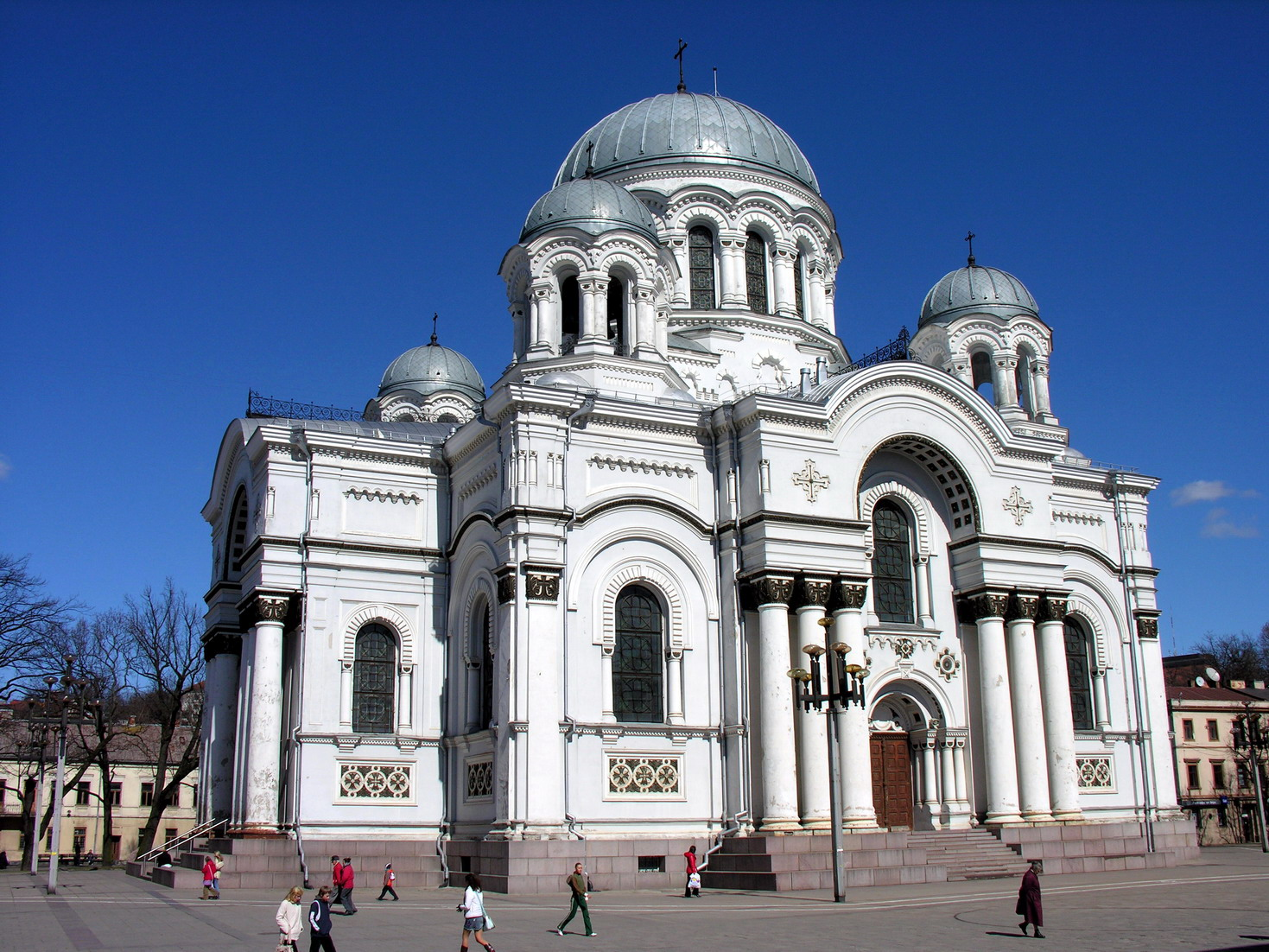
Szent Mihály arkangyal templom, Kaunas
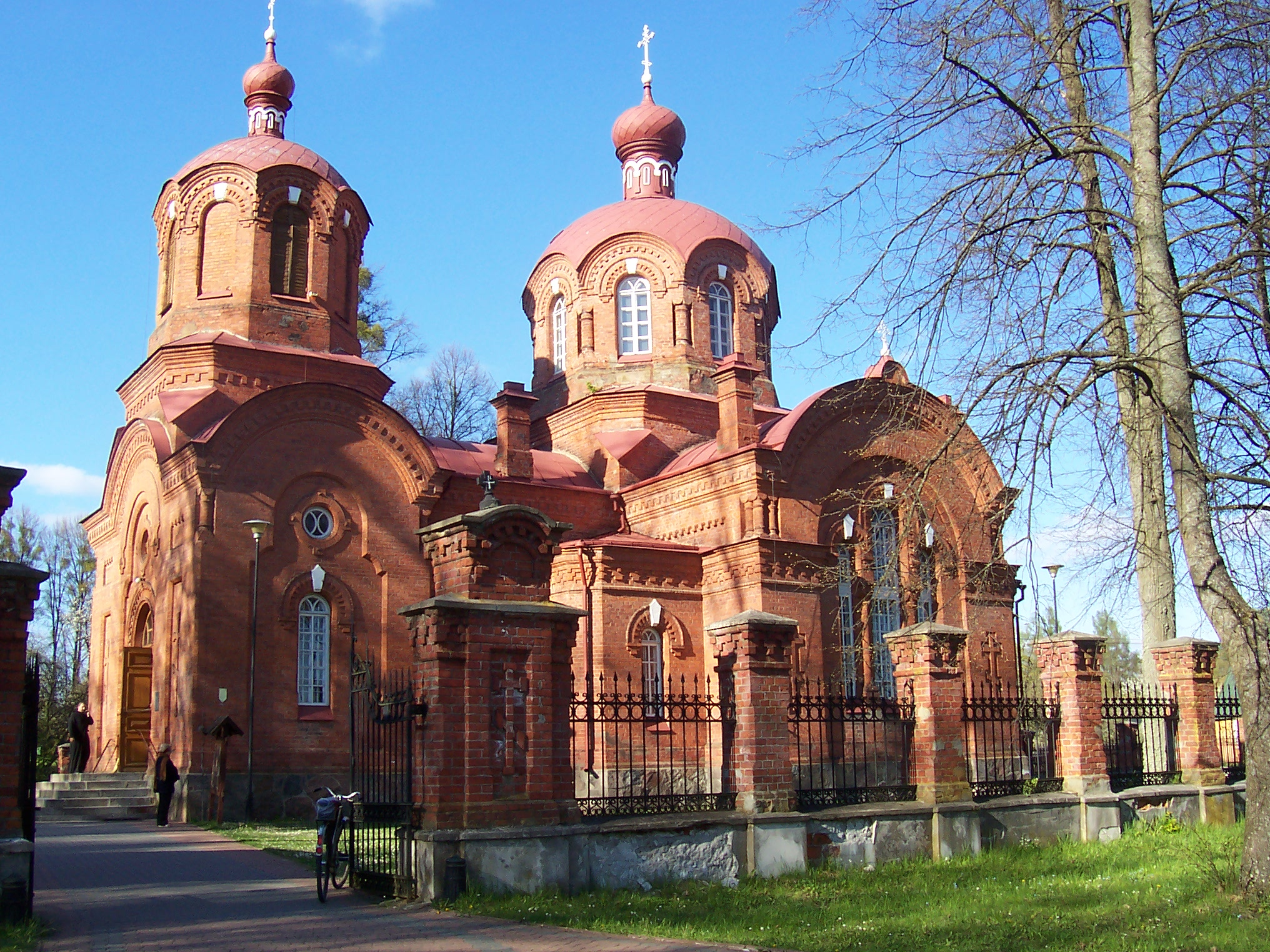
Ortodox templom Białowieżában
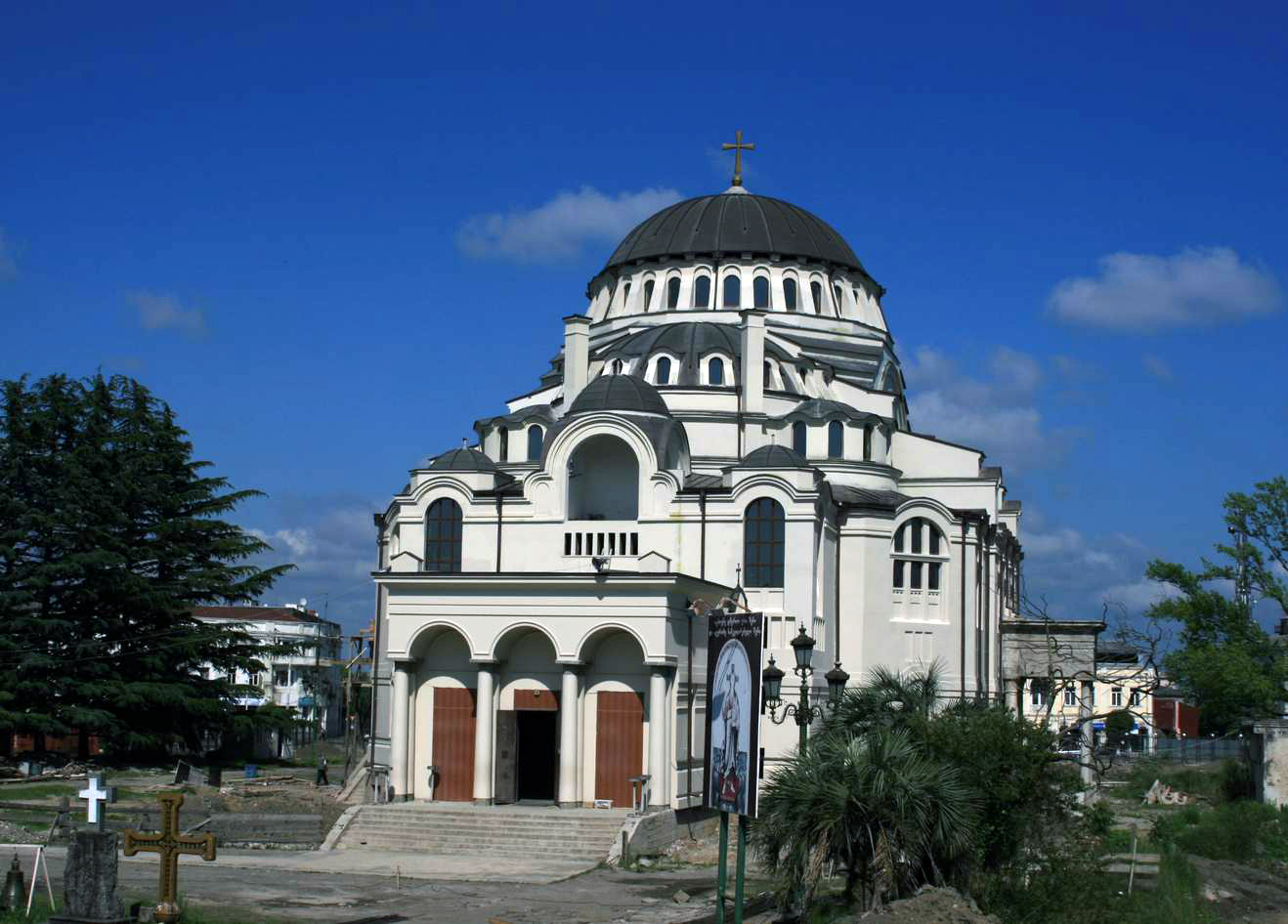
Poti székesegyháza

## Fordítás
- Ez a szócikk részben vagy egészben  a(z)   Неовизантийский стиль című orosz Wikipédia-szócikk fordításán alapul.  Az eredeti cikk szerkesztőit annak laptörténete sorolja fel. Ez a jelzés csupán a megfogalmazás eredetét és a szerzői jogokat jelzi, nem szolgál a cikkben szereplő információk forrásmegjelöléseként.